# Berta Peñalver Grau
|  | Per a altres significats, vegeu «Berta (nom)». |

Berta Peñalver Grau (Premià de Dalt, 1981) és una cantautora pop que canta en català, amb el nom artístic de Berta.
Va estudiar piano amb la intenció de fer-se concertista clàssica, però una malaltia la va dur a compondre uns temes que va publicar el 1998 en Somnis forts, el seu àlbum de debut, que fou traduït l'any següent al portuguès amb el nom de Novos sonhos per al mercat del Brasil a petició de la discogràfica Discmedi.
En 2000 va publicar Em sents?, menys melòdic que l'anterior, en estil pop-rock, que incloïa temes com Has tocat el meu món, Dibuixaré o Escolta'm.
En 2003 es va publicar Tan al límit, en què la cantant va donar un nou gir a la seva música, aquest cop més acústic. El disc fou un èxit i per Nadal es va publicar un boxset especial amb una recopilació de temes i altres inèdits: Man in the mirror de Michael Jackson, Last Chistmas de Wham!, Gimme! Gimme! Gimme!, d'ABBA, Vine, crida, Barça, que fou la música oficial per la Copa de la UEFA del Futbol Club Barcelona en aquella temporada, i vídeos. El 2007 es va publicar el recopilatori Bàsic, en una sèrie de recopilatoris de la discogràfica.
Des del 2004 actua en un espectacle dirigit per Josep Thió amb Laia Vaqué i Carol Duran fent versions de temes que les han influït com Morcheeba, Tribalistas, Nada Surf o Ovidi Montllor, i treballa amb David Nicolau (Dj An Der Beat) a Novo revisant en clau chill out clàssics de la música catalana. Va compondre i interpretar amb Gossos la sintonia de la cinquena temporada de Ventdelplà.

## Discografia[1]
- 1998: Somnis forts. Discmedi
- 1999: Novos Sonhos. Discmedi
- 2000: Em sents?. Discmedi
- 2003: Tan al límit. Discmedi
- 2003: Boxset Tan al límit amb Les cendres del Nadal. Discmedi
- 2007: Berta Bàsic. Discmedi